# General Carrera (comuna)
General Carrera o también denominado Lago General Carrera fue una de las comunas que integró la Provincia de Aysén y el departamento de Chile Chico entre 1959 y 1970 a partir de la comuna del Lago Buenos Aires, fue creado tras el decreto DFL N° 13.375, su cabecera era la ciudad de Chile Chico siendo la capital del departamento homónimo. Más tarde sería capital del departamento General Carrera que se componía también por Guadal.

## Administración
General Carrera estaba administrado por el departamento de Chile Chico hasta su división en los departamentos respectivos de Baker y General Carrera donde permaneció hasta su disolución, además que solo contaba con la subdelegación de Chile Chico. Posteriormente la comuna de General Carrera fue renombrada a Chile Chico, manteniéndose con dicha denominación hasta la actualidad.